# Rhinopias
Rhinopias é um gênero de peixes venenosos da família Scorpaenidae, conhecido popularmente como Peixes-folha. 

## Espécies
- Rhinopias agriloba
- Rhinopias aphanes
- Rhinopias argoliba
- Rhinopias cea
- Rhinopias eschmeyeri
- Rhinopias frondosa
- Rhinopias xenops

## Galeria

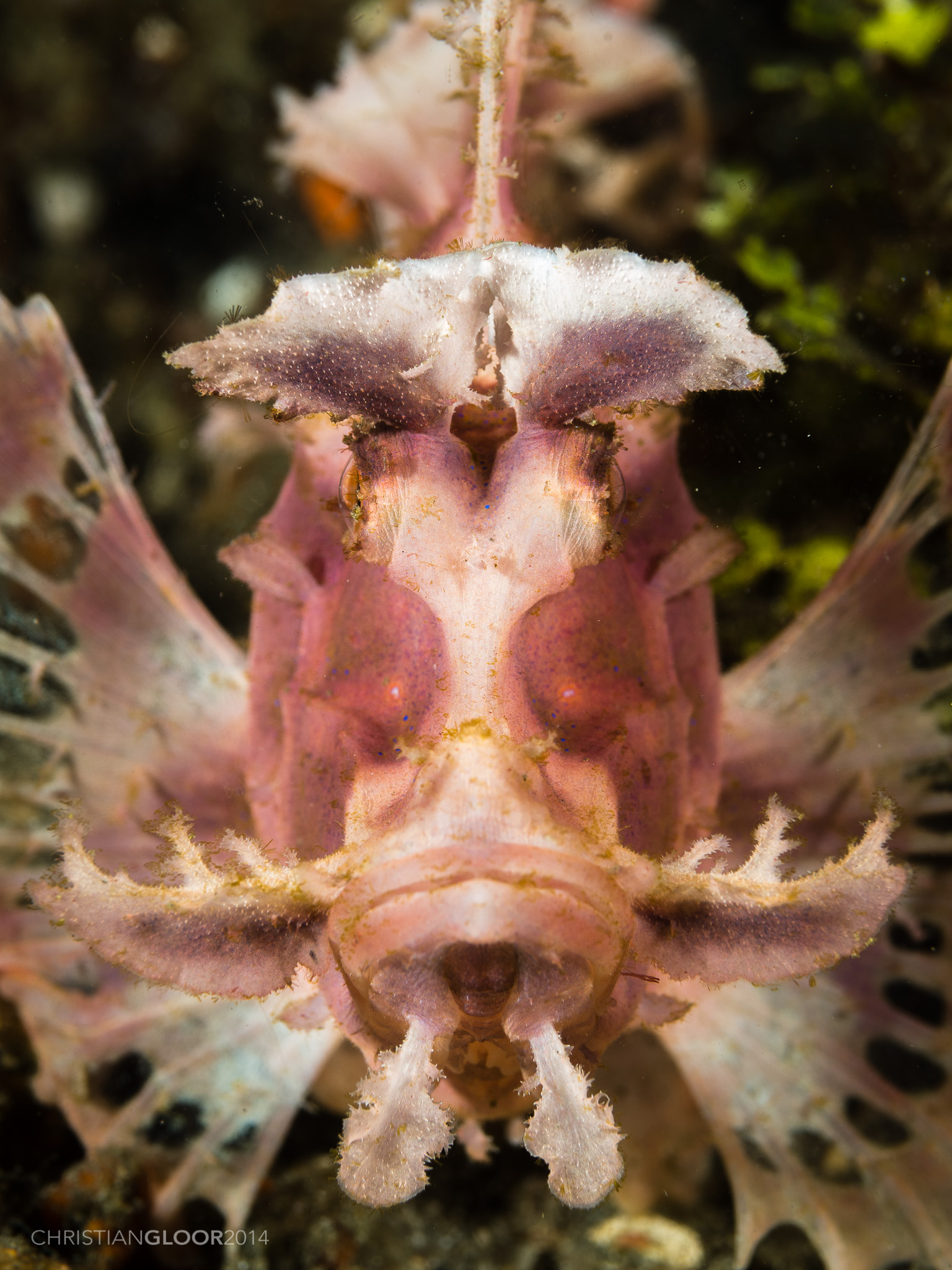
Rhinopias eschmeyeri
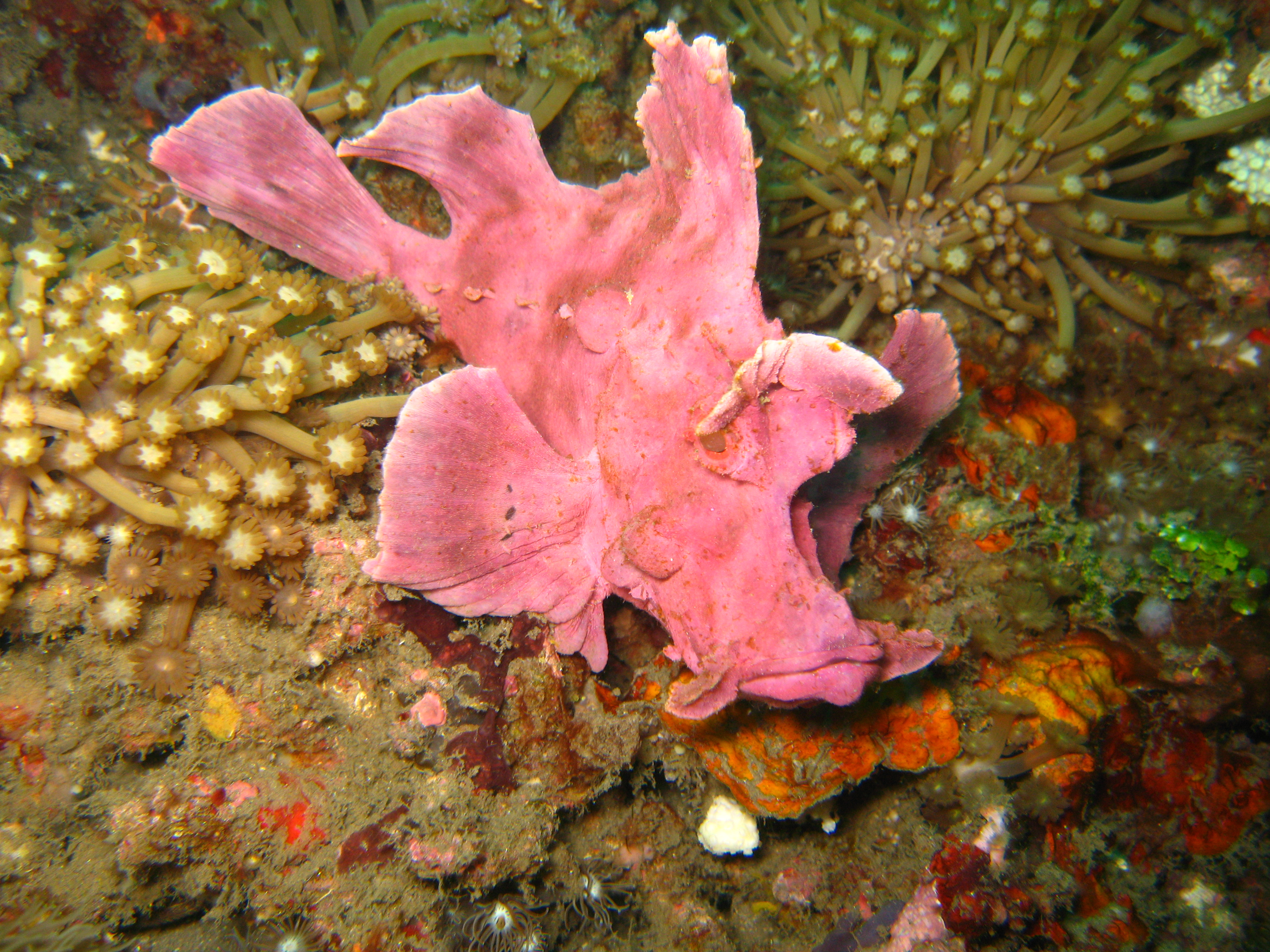
Rhinopias frondosa
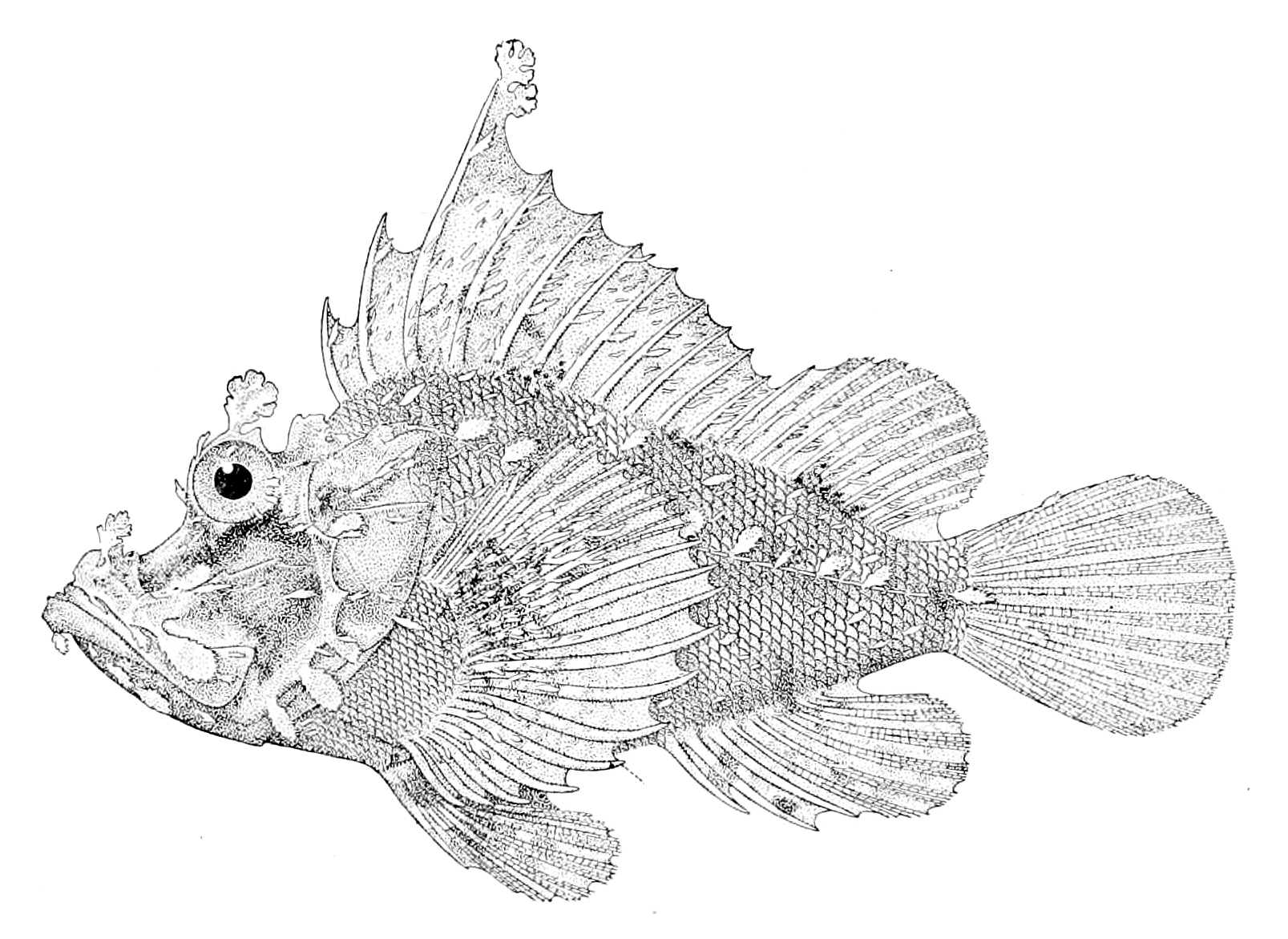
Rhinopias xenops